# Temple maçonnique de Besançon
Le temple maçonnique de Besançon est un édifice dédié depuis 1852 aux activités des diverses obédiences maçonniques de la capitale comtoise, lesquelles représentent treize loges et près de quatre cents adhérents. Outre les réunions et cérémonies, le bâtiment accueille également un musée ouvert au public lors des Journées du patrimoine.

## Histoire
En 1127 l'Ordre hospitalier de Saint-Antoine s'implante à Besançon, édifiant un complexe en bordure du centre-ville médiéval. Ce site comprend alors un couvent, une chapelle et un hôpital, ce dernier prenant en charge les personnes atteintes d'ergotisme puis les indigents et les pauvres. En 1720 la chapelle est reconstruite en église et le couvent agrandi ; mais en 1777, l'ordre des Antonins quitte la capitale comtoise,. À la Révolution l'église est aménagée en hangar et en théâtre/salle de concert, avant d'être reprise par la loge « Sincérité, Parfaite Union et Constante Amitié réunis », ; fondée en 1764, jusqu'alors ses réunions avaient lieu dans une salle du palais Granvelle. Le temple est inauguré le 15 octobre 1852 avec un discours de Melchior Proudhon - cousin et parrain de Pierre-Joseph ; d'abord loué, il est acquis en 1881. Le bâtiment abrite depuis les années 1960 l'ensemble des treize loges maçonniques locales et ses quatre à cinq cents membres,, mais aussi une bibliothèque et un musée que le public peut visiter lors des Journées européennes du patrimoine,. Considéré comme l'un des plus remarquables de France, le temple comporte de nombreuses œuvres et décorations notamment une immense fresque composée par le peintre et sculpteur Georges Oudot.